# رجل الذئب المنحني
رجل الذئب المنحني (الاسم العلمي:Lycopodium nutans) هو نوع من النباتات يتبع جنس رجل الذئب من فصيلة الرجل الذئبية.